# Nestor Harasse
Nestor Harasse (ur. 13 lutego 1887 w Lorrez-le-Bocage-Préaux, zm. 13 lipca 1973 w Villemoisson-sur-Orge) – francuski zapaśnik walczący w stylu wolnym. Olimpijczyk z Antwerpii 1920, gdzie zajął piąte miejsce w wadze piórkowej.

## Letnie Igrzyska Olimpijskie 1920
| Konkurencja      | Rundy eliminacyjne      | Klas. końcowa |
| Konkurencja      | 1/4                     | Miejsce       |
| ---------------- | ----------------------- | ------------- |
| 60 kg styl wolny | Bernard Bernard (GBR) P | 5.            |